# Ambrosio de Lezica (padre)
Ambrosio de Lezica y Torre Tagle (Buenos Aires, diciembre de 1785 septiembre de 1859) fue un comerciante y político argentino, de importante figuración en la primera mitad del siglo XIX.

## Biografía
Durante los últimos años del Virreinato del Río de la Plata Ambrosio de Lezica participó en la lucha contra las Invasiones Inglesas y en 1809 llegó a ser teniente coronel de Regimiento de Arribeños. Ese mismo año ejerció como regidor del cabildo porteño, y fallecido su padre, heredó una importante fortuna originada en el comercio.
Producida la Revolución de Mayo aumentó considerablemente su capital en la década siguiente, mediando en el comercio con Gran Bretaña. Los más acaudalados miembros de la familia, como Faustino Lezica y Sebastián Lezica, eran sus primos.
En 1817 formó parte de la Sociedad para el Buen Gusto en el Teatro, que ejercía una velada censura previa en las funciones de teatro e –indirectamente– sobre todas las obras literarias. Ese mismo año fue alcalde de segundo voto del cabildo.
En 1819 inició sus negocios más importantes, protegido por su pariente, el ministro Gregorio García de Tagle, que le encargó una provisión de uniformes para el ejército. Adelantó grandes cantidades de dinero en préstamos al Estado, que –si bien tardó mucho en cobrar– pagaron altísimos intereses, con lo que su fortuna se acercó a la de sus poderosos primos. Uno de los préstamos que hizo al gobierno era para sobornar a los oficiales de la expedición española que debía reconquistar el Virreinato del Río de la Plata en 1820, la misma que se frustró por la revolución del 1 de enero de ese año en España.
En 1822 fue descubierto dirigiendo una organización de contrabando a gran escala y fue arrestado, pasando varios meses preso. Perdió una gran suma de dinero en un largo juicio, en que acusaba al ministro Bernardino Rivadavia de querer perjudicarlo por no haberlo podido acusar en el juicio de 1812 contra Martín de Álzaga.
En 1823 apoyó la "Revolución de los Apostólicos" en defensa de los bienes de la Iglesia católica en Argentina expropiados por Bernardino Rivadavia y su anticatolicismo, dirigida por el exministro Tagle. La derrota lo llevó nuevamente a la cárcel pero no fue sometido a juicio porque Rivadavia suspendió las averiguaciones al comprobar la amplitud de apoyos que había tenido la revuelta en su contra.
Tras pagar algunas contribuciones forzosas al gobierno, pasó el resto de su vida dedicado al comercio de importación y exportación.
Falleció en Buenos Aires en septiembre de 1859.
Fue padre de Ambrosio Plácido de Lezica, que llegó a ser considerado el hombre más rico de Argentina; su proveribial fortuna mereció que se lo nombrara como símbolo de riqueza inalcanzable en el Fausto criollo de Estanislao del Campo.